# (1625) The NORC
(1625) The NORC ist ein Asteroid des Hauptgürtels, der am 1. September 1953 vom belgischen Astronomen Sylvain Julien Victor Arend in Ukkel entdeckt wurde.
Der Name des Asteroiden ist von Naval Ordnance Research Calculator (NORC), einem von IBM für die US-Navy entwickelten Vakuumröhren-Computer der ersten Generation, abgeleitet.